# كيسي هينز
كيسي هينز (بالإنجليزية: Casey Haines)‏ هو لاعب هوكي الجليد أمريكي، ولد في 23 أغسطس 1986 في إنديانا في الولايات المتحدة.

## وصلات خارجية
- كيسي هينز على موقع دوري الهوكي الوطني (الإنجليزية)
- كيسي هينز على موقع EliteProspects.com (الإنجليزية)
- كيسي هينز على موقع HockeyDB.com (الإنجليزية)